# Arisaema hainanense
Arisaema hainanense là một loài thực vật có hoa trong họ Ráy (Araceae). Loài này được C.Y.Wu ex H.Li, Y.Shiao & S.Tseng mô tả khoa học đầu tiên năm 1977.